# Marina Baja
Marina Baja (Marina Baixa) Spanyolországban, Valencia Alicante tartományában található comarca. Marina Baja Alacantí, Hoya de Alcoy, Comtat és Marina Alta comarcákkal határos. Lakosainak száma 202 817 fő (2024).

## Önkormányzatai
| Önkormányzat        | Lakosság | Terület | Népsűrűség |
| ------------------- | -------- | ------- | ---------- |
| Benidorm            | 66.642   | 38,51   | 1.730,51   |
| Villajoyosa         | 33.580   | 38,5    | 872,21     |
| Altea               | 21.739   | 34,43   | 631,4      |
| Alfaz del Pi        | 21.494   | 19,26   | 1.115,99   |
| La Nucía            | 19.967   | 21,36   | 934,78     |
| Callosa de Ensarriá | 7.146    | 34,66   | 206,17     |
| Finestrat           | 6.090    | 42,25   | 144,14     |
| Polop de la Marina  | 4.549    | 22,58   | 201,46     |
| Relleu              | 1.258    | 76,87   | 16,37      |
| Orcheta             | 778      | 24,06   | 32,34      |
| Tárbena             | 636      | 31,67   | 20,08      |
| Sella               | 584      | 38,72   | 15,08      |
| Benimantell         | 494      | 37,9    | 13'03      |
| Bolulla             | 412      | 13'6    | 30'29      |
| Guadalest           | 220      | 15'97   | 13'78      |
| Confrides           | 207      | 40      | 5'18       |
| Beniardá            | 202      | 15'74   | 12'83      |
| Benifato            | 158      | 11'9    | 13'28      |